# Vickers 6-ton
Der Vickers 6-ton, auch bezeichnet als Vickers Mark E (Mk. E), war ein in Großbritannien entwickelter, leichter Panzer. Die Eigeninitiative der Firma Vickers-Armstrongs Ltd. in der Zwischenkriegszeit, international einen modernen Panzertyp anzubieten, führte zu diesem Modell. Der Vickers 6-ton war der erste Panzer der Welt, der mit einer koaxialen Bewaffnung ausgestattet wurde. Er war das Vorbild für weitere Panzertypen und wurde in zahlreiche Länder verkauft.

## Geschichte
Entwickelt wurde der Vickers 6-ton im Jahre 1928 in den Vickers-Armstrong-Werken in Elswick (Tyne and Wear). Es wurden zwei Varianten entworfen und gebaut. Zum einen die Ausführung A mit zwei getrennten kleinen MG-Türmen und zum anderen die Ausführung B mit einem großen Turm, in dem eine Kanone und ein koaxiales MG eingebaut werden sollten. Die Ausführung A war als Anti-Infanterie-Panzer vorgesehen, während die Ausführung B der Feuerunterstützung dienen sollte. Eine weitere Variante C, die zur Panzerbekämpfung vorgesehen war, wurde nicht gebaut, jedoch 1927 an das Kaiserreich Japan zur Erprobung geliefert. Basierend auf dem Vickers Mark E wurde 1934 für Belgien ein Panzer mit einem leistungsstärkeren Motor und einer längeren Panzerwanne entwickelt. Von diesem Panzer, Vickers Mark F genannt, wurde nur ein Exemplar gebaut, da die Belgier mit den Leistungen nicht zufrieden waren. Aus unbekannten Gründen wurde aber für die letzten Vickers Mark E Ausführung B die modifizierte längere Wanne des Mark F verwendet.
Die patentierte Fahrwerksaufhängung war eine Neukonstruktion, entwickelt von den Fahrzeugspezialisten Sir John Carden und Vivian Loyd. Sie wurde später auch bei anderen Panzern verwendet, unter anderem dem tschechischen Škoda LT vz.35 und dem ungarischen T-21.
Der Mark E wurde von der britischen Armee getestet und bewertet. Man zeigte aber kein Interesse daran, da man befürchtete, dass das Fahrwerk eine Schwachstelle des Panzers sei. Daraufhin wurde der Panzer zum Export freigegeben. Aufgrund zahlreicher Werbekampagnen in verschiedenen Militärzeitschriften und auf Messen konnte der Panzer in viele Länder verkauft werden, so unter anderem in die UdSSR, nach Griechenland und Polen. Des Weiteren wurden Lizenzen zum Nachbau des Fahrzeugs an die UdSSR und Polen verkauft. Daraus entstanden später als Weiterentwicklungen der in einer großen Stückzahl von über 12.000 Exemplaren hergestellte T-26 sowie der polnische 7TP.
Die meisten Vickers Mark E kamen in verschiedenen Konflikten zum Einsatz, wobei sich die moderne Konstruktion als ebenbürtig oder überlegen gegenüber anderen Panzern erwies. Erst zu Beginn des Zweiten Weltkriegs zeigte sich der Vickers 6-ton, aufgrund seiner schwachen Panzerung, gegnerischen Panzern und Panzerabwehrwaffen nicht mehr gewachsen.
Insgesamt wurden vom Vickers 6-ton 153 Exemplare hergestellt sowie zahlreiche Lizenzbauten und Weiterentwicklungen.

## Technik
Der Vickers Mark E hatte einen klassischen Aufbau, das heißt, im vorderen Teil befand sich die Kraftübertragung und Steuerung, in der Mitte Besatzungsraum und Bewaffnung sowie im Heck der Motor. Die Panzerwanne und die Aufbauten bestanden aus miteinander vernieteten Panzerblechen, die wiederum auf einen Rahmen genietet waren. Die Stärke der Panzerbleche betrug an der Front, den Seiten und am gesamten Turm 13 mm, während das Heck acht und Decke und Boden sogar nur fünf Millimeter Stärke aufwiesen. Der Panzer war 4,88 m lang, 2,41 m breit und 2,16 m (Ausf. A 2,08 m) hoch. Er hatte im einsatzbereiten Zustand in der Ausführung B eine Masse von 7,35 t. Der Turm bei der Variante B saß auf der linken Seite der Panzerwanne. Die letzten Exemplaren der Ausführung B erhielten eine verlängerte Panzerwanne (vom Mark F) und der Turm rückte von der linken auf die rechte Seite.

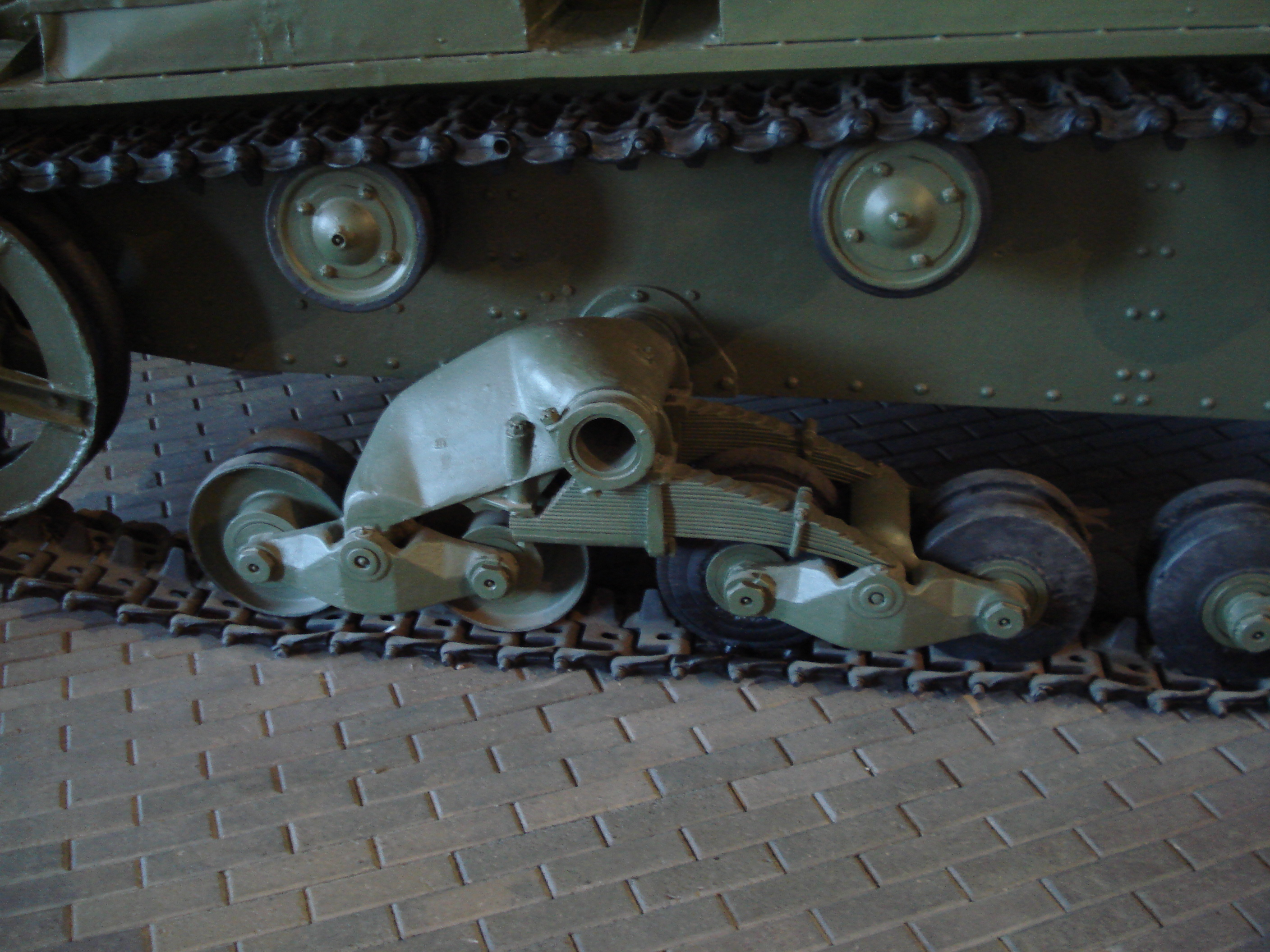
Die Radaufhängung des Vickers 6-ton

Das Fahrwerk setzte sich aus zwei Paar Schwingarmen pro Seite, bestückt mit jeweils einer Blattfeder, zusammen. An diesen Armen befanden sich nochmals je zwei horizontal bewegliche Schwinghebel, in denen jeweils zwei Laufrollen saßen. Die vorderen Laufrollen besaßen Gummibandagen, im Gegensatz zu den hinteren, die ganz aus Stahl bestanden. Die Antriebsräder waren im vorderen Bereich des Fahrzeugs montiert und die Leiträder dementsprechend am Heck. Die 230 Millimeter breiten Ketten zu je 102 bis 103 Gliedern wurden zusätzlich noch über vier kleine Stützrollen geführt.
Angetrieben wurde das Fahrzeug von einem luftgekühlten Vierzylinder-Viertakt-Ottomotor Armstrong-Siddeley „Puma“ mit einem Hubraum von 6667 cm³ und einer Leistung von 92 PS. Die Leistung wurde über eine Trockenkupplung und eine Kardanwelle auf ein Getriebe mit vier Vorwärtsgängen und einem Rückwärtsgang und dann auf ein Kupplungslenkgetriebe mit Bandbremsen auf die Antriebsräder übertragen. Dieses diente gleichzeitig zur Steuerung des Panzers.
Der Inhalt des Kraftstoffbehälters von 182 l ermöglichte eine Reichweite von 160 km auf der Straße oder 90 km im Gelände bei einer Höchstgeschwindigkeit von maximal 35 km/h.
Die Besatzung des Mark E bestand aus dem Fahrer, der vorn rechts in der Wanne saß, während der Kommandant und der Schütze im Turm ihren Platz hatten (Ausf. B). Eine Besonderheit bestand bei der Ausführung A, hier saßen Kommandant und Schütze getrennt voneinander in jeweils einem MG-Turm auf breiten Stoffgurten.

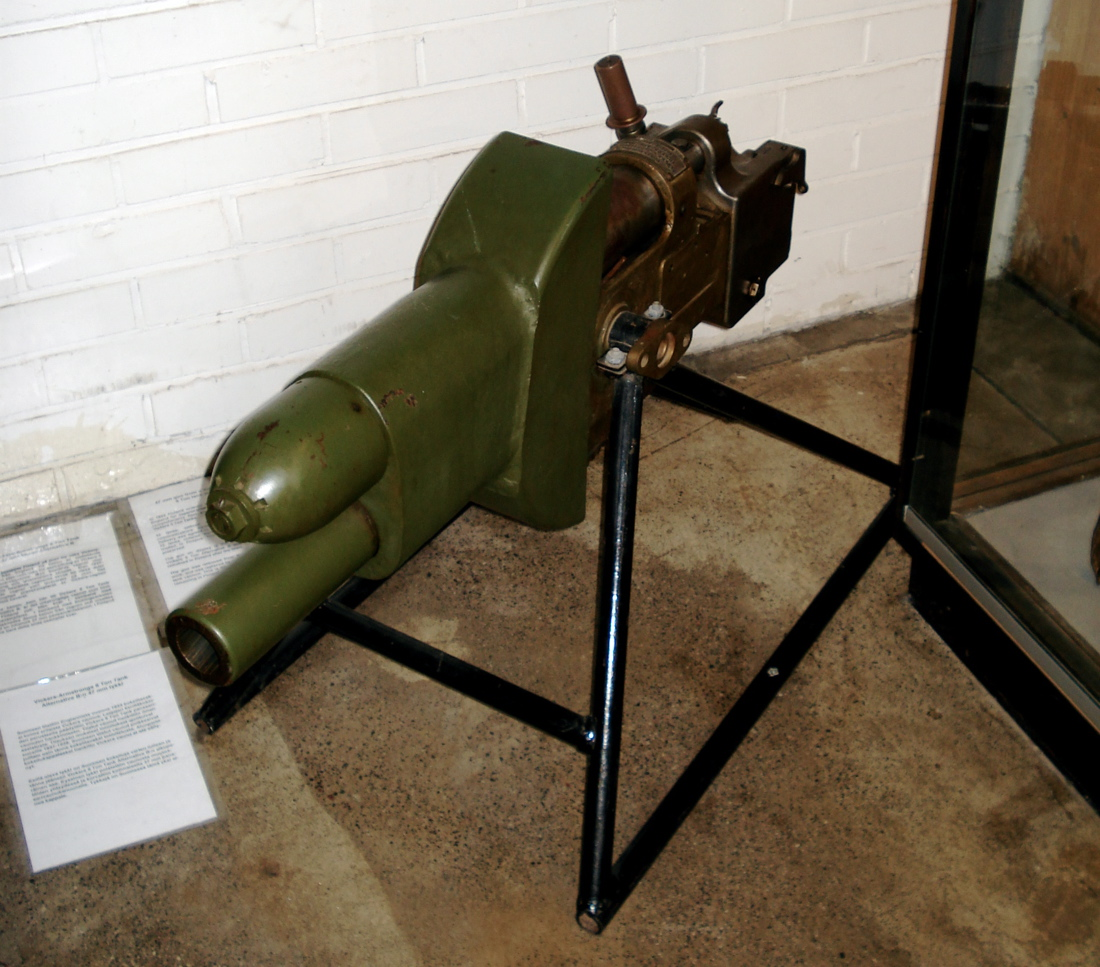
Die 47-mm-Schnellfeuerkanone des Vickers 6-ton Ausführung B

Bewaffnet war der Vickers 6-ton in der Ausführung A mit einem wassergekühlten Vickers 7,7-mm-MG in jeweils einem Turm. 6000 Schuss MG-Munition wurden an Bord mitgeführt. Die Ausführung B besaß dagegen eine Stummelrohr-Panzerkanone Typ 47-mm-QF (QF = Quick Firing, deutsch Schnellfeuer) von Vickers-Armstrong. Rund 50 Schuss Panzer- und Sprenggranaten konnten im Panzer untergebracht werden. Auf der linken Seite der Kanone befanden sich das Zielfernrohr. Rechts von der Kanone wurde ein wassergekühltes Vickers 7,7-mm-MG koaxial eingebaut. Das machte den Vickers Mark E zum Vorbild aller nachfolgenden modernen Panzer im Bezug auf die Anordnung der Turmbewaffnung (Duplex-Montage).
Einige Panzer, die z. B. nach Polen geliefert wurden, erhielten eine abweichende Bewaffnung. Meistens handelte es sich dabei aber um Waffen, die aus den Importländern stammten und teilweise auch dort erst eingebaut wurden.

## Export und Einsatz

### Bolivien
Bolivien bestellte im Oktober 1932 drei Vickers 6-ton. Es handelte sich dabei laut Vickers-Dokumenten um einen Panzer der Ausführung A und zwei der Variante B. Die bolivianischen Vickers Mark E waren die Ersten, die im Kampf eingesetzt wurden. Im Chacokrieg zwischen Bolivien und Paraguay wurden die drei Kampfwagen durch die Bolivianer mit Erfolg eingesetzt, insbesondere beim zweiten Angriff auf die Stadt Nanawa vom 4. bis 5. Juli 1933. Einer der beiden eintürmigen Panzer wurde dabei aber durch den Treffer aus einer paraguayischen 75-mm-Kanone zerstört.
Die beiden verbliebenen Vickers 6-ton wurden danach bei weiteren Operationen eingesetzt, bis sie am 10. Dezember 1933 durch paraguayische Truppen erbeutet wurden.
Der Panzer in der zweitürmigen Ausführung A wurde als Denkmal in der Hauptstadt Paraguays Asunción aufgestellt. 1994 wurde er an Bolivien als Zeichen der Versöhnung zurückgegeben und befindet sich heute als Ausstellungsstück an der Militärschule in La Paz.
Der Vickers Mk. E der Variante B wurde zusammen mit einigen Schusswaffen im Januar 1937 an die Spanische Republik verkauft. Was mit dem Panzer in Spanien geschah, ist nicht bekannt.

### Bulgarien
Im September 1936 kaufte Bulgarien acht eintürmige Vickers Mk. E Ausführung B. Diese wurden 1937 geliefert. Bei den bulgarischen Streitkräften wurde mit ihnen die zweite gepanzerte Kompanie gebildet. Ab 1941 gehörte die Kompanie zur ersten Panzerabteilung des bulgarischen Panzerregiments, zusammen mit zwei Kompanien Panzerkampfwagen 35 (t). Als Bulgarien ab September 1944 auf alliierter Seite kämpfte, wurden die Vickers 6-ton gegen die deutsche Wehrmacht in Serbien und im Kosovo eingesetzt. Im April 1945 schieden die letzten bulgarischen Mk. E aus dem aktiven Dienst, da sie mittlerweile anderen Panzern unterlegen waren und auch die Ersatzteilversorgung immer schwieriger geworden war.

### China
Die chinesische Regierung kaufte 1935 16 Vickers Mark E. 1936 wurden noch einmal vier Panzer erworben. Diese vier besaßen Marconi-Funkgeräte in einem zusätzlichen Anbau an der Turmhinterkante. Die 20 Fahrzeuge wurden beim ersten und zweiten Panzerbataillon in Shanghai stationiert. Bei den Kämpfen in Shanghai von August bis Anfang November 1937 gegen die Japaner wurden die Vickers Mark E intensiv genutzt. Die Panzereinheiten erlitten dabei aber schwere Verluste, da der Mark E für den Stadtkampf nicht geeignet war und auch die Panzerbesatzungen schlecht ausgebildet waren. Die Hälfte aller Vickers 6-Ton ging verloren. Der Rest der Panzer wurde zu einer neuen Einheit zusammengefasst und der 200. mechanisierten Division angegliedert. Diese Division erlitt in der Schlacht von Nanjing, sowie 1940 am Kunlun-Pass schwere Verluste, wobei ein Großteil der Panzer verloren ging.

### Finnland
Finnland kaufte den ersten Vickers 6-ton der Ausführung B im Jahre 1933 und testete ihn ausgiebig. 1936 entschied man sich weitere 32 Mark E der Variante B zu kaufen. Diese sollten zwischen Juli 1937 und Januar 1939 geliefert werden. Aber aufgrund von Verzögerungen kamen nur 26 Fahrzeuge von Juli 1938 bis November 1939 nach Finnland. Die restlichen sechs Panzer wurden nach dem Winterkrieg von Vickers-Armstrongs Ltd. geliefert. Diese Vickers Mk. E Ausf. B besaßen die größere Panzerwanne des Mark F und die Türme auf der rechten Seite. Die Frontpanzerung hatte man auf 17,5 mm verstärkt. Eine Einbaumöglichkeit für ein Funkgerät war vorhanden, wurde aber nicht genutzt, um Kosten zu sparen. Da man mit der britischen 47-mm-Kanone nicht zufrieden war, wurden die letzten sechs Panzer ohne Bewaffnung nach Finnland versandt. Erst dort erhielten die Panzer dann ihre Bewaffnung in Form einer schwedischen 37-mm-Panzerabwehrkanone der Firma Bofors.

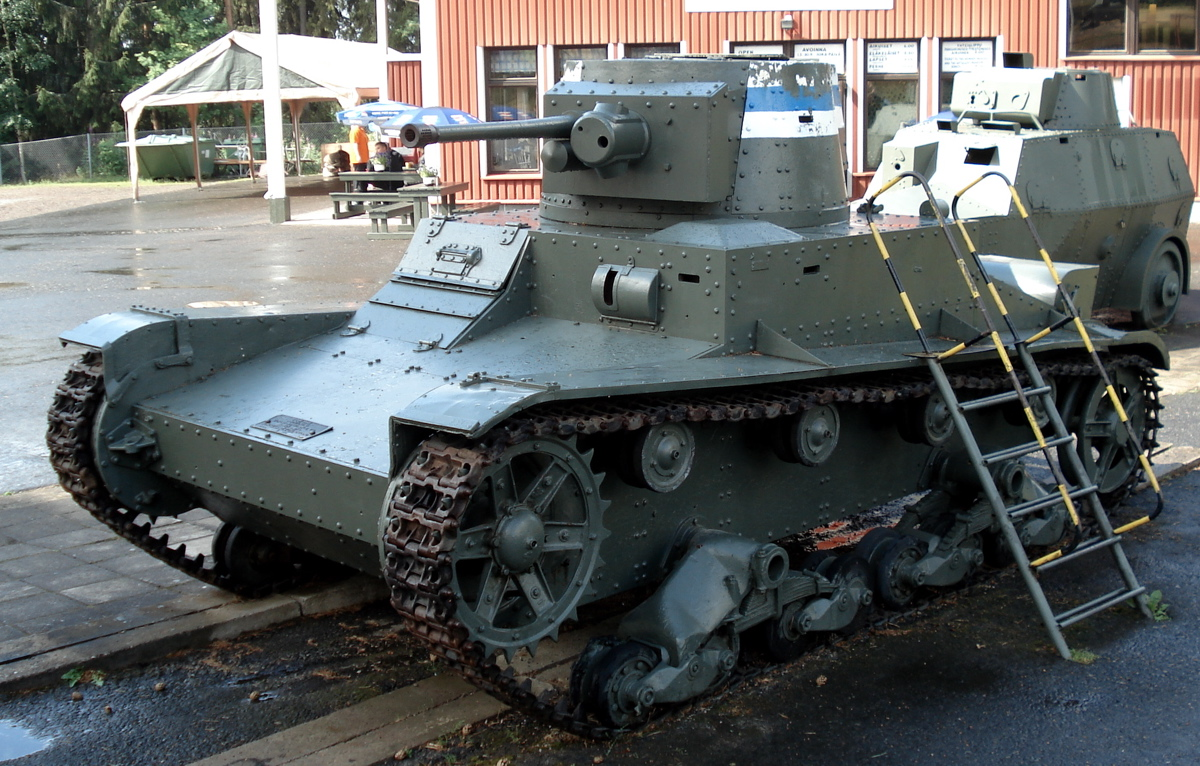
Einer der finnischen Vickers 6-ton mit 37-mm-Bofors-Kanone (Panzermuseum Parola)

Die finnischen Vickers 6-ton wurden in ihrer Dienstzeit vielfach modifiziert. So wurde unter anderem der Einsatz einer 9-mm-Suomi-MP, in der Frontplatte neben dem Fahrer, getestet. In den sechs Panzern mit verlängerter Wanne wurden diese MG später eingebaut und ein vierter Mann in die Besatzung integriert.
Während des Winterkrieges mit der Sowjetunion 1939/40 wurden die einsatzbereiten 13 Vickers-Panzer in einer Kompanie zusammengefasst. Im Einsatz gingen acht der 13 Panzer durch feindlichen Beschuss und Festfahren im Gelände verloren. Es gelang den Finnen aber eine größere Anzahl an T-26-Panzern zu erobern und für ihre Zwecke einzusetzen. Aus Gründen der einfacheren Instandhaltung entschied man sich, die übrigen Vickers Mark E mit sowjetischen 45-mm-Kanonen und koaxialen DT-MG aus zerstörten T-26, auszurüsten. Diese wurden dann als T-26E (E = Englisch) bezeichnet.
Die verbleibenden Vickers-Panzer wurden zusammen mit den erbeuteten T-26 zwischen 1941 und 1944 im Krieg gegen die Sowjetunion eingesetzt. 1945 waren noch 19 T-26E vorhanden und wurden bis 1959 zu Trainingszwecken weiterverwendet.
Drei Vickers-Panzer blieben bis heute museal erhalten. Es handelt sich dabei um zwei T-26E und einen originalen Vickers 6-ton von 1940.

### Griechenland
Griechenland kaufte im November 1930 einen Vickers 6-ton der Ausführung A und einen des Typs B. Über den Werdegang der Panzer gibt es bisher keine Informationen.

### Großbritannien
Die einzigen Exemplare des Vickers 6-ton, die in der britischen Armee eingesetzt wurden, waren vier Stück aus der zweiten Lieferung an Thailand. Sie wurden zu Beginn des Zweiten Weltkriegs beschlagnahmt und bis Kriegsende zu Trainingszwecken verwendet. Es handelte sich bei den Fahrzeugen um Mark E der Ausführung B mit der modifizierten längeren Panzerwanne (Mark F), wobei hier die Türme, wie bei den ersten Vickers 6-ton auf der linken Seite der Panzerwanne saßen.
Einer der vier Panzer ist bis heute erhalten geblieben. Er steht im Panzermuseum Bovington in Dorset.

### Polen
In den 1920er Jahren war die polnische Armee nur mit veralteten Panzern des Typs Renault FT ausgestattet. Um innerhalb kurzer Zeit die Panzerwaffe mit modernem Gerät auszustatten, entschied sich die polnische Regierung 1926, Kontakt mit der Firma Vickers-Armstrongs Ltd. in Großbritannien aufzunehmen. Man bot den Polen die mittleren Panzer der Modellreihen Medium Mark C und D an, diese wurden aber abgelehnt. Als dann 1926 der Vickers 6-ton entwickelt wurde, bot man ihn auch der polnischen Regierung an. Der erste Kaufversuch 1927 scheiterte aber am hohen Preis, sodass man sich zunächst in Frankreich nach einem neuen Panzer umsah. Der dort ins Auge gefasste Renault NC erwies sich aber als nicht tauglich. Daher wandte man sich 1930 wieder an Vickers. Auf einer Messe in London wurde der Vickers 6-ton erneut den Polen vorgeführt und im September desselben Jahres auch direkt in Polen. Im Laufe der Verhandlungen entschieden sich dann die polnischen Abgesandten, den Vickers Mk. E zu kaufen. Außerdem erwarb man auch die Lizenz zum Nachbau dieses Panzers, da man zwar eigene Entwürfe realisieren wollte, aber keine Erfahrungen damit hatte. Man sah den Vickers 6-ton daher als gute Grundlage zur Weiterentwicklung des polnischen Panzerbaus.

1931 wurde der endgültige Kaufvertrag über 38 Fahrzeuge mit Ersatzteilen geschlossen und sämtliche Panzer zwischen Juni 1932 und Februar 1933 geliefert. Bei den Fahrzeugen handelte es sich ausnahmslos um die zweitürmige Ausführung A-Panzer. Jeder Vickers 6-ton kostete rund 100.000 Złoty.
Nach eingehenden Tests wurden 1934 auf Wunsch der Polen große Luftansaugkanäle aus Blech auf das Heck montiert, um dem Motor eine bessere Kühlung zu verschaffen. Danach wurden die Panzer noch einmal getestet und dann endgültig von der polnischen Armee abgenommen. Noch im selben Jahr wurden 22 Vickers Mark E in die eintürmige Ausführung B umgebaut.

Obwohl man eine Lizenz zum Nachbau erworben hatte, unterblieb die Fertigung weiterer Mark E in Polen. Stattdessen entwickelten die polnischen Ingenieure den Vickers-Panzer zum 7TP weiter. Um die vorhandenen Vickers 6-ton zu verbessern, wurde 1936 ein Fahrzeug auf den gleichen Stand wie der 7TP gebracht, das heißt, er erhielt einen leistungsstärkeren Dieselmotor, eine verbesserte Fahrwerksfederung, ein neues Getriebe und eine stärkere Panzerung. Da die Kosten des Umbaus aber zu hoch waren, unterblieb die Umrüstung der anderen Mark E.
Die Panzer wurden ohne Bewaffnung ausgeliefert. In Polen wurde dann je Turm ein luftgekühltes 7,92-mm-MG Modell wz.25 von Hotchkiss eingebaut. Nach kurzer Zeit wurden diese bei 16 Vickers 6-ton aber gegen ein luftgekühltes 13,2-mm-Hotchkiss wz.30-MG im rechten Turm, in welchem der Panzerkommandant saß und ein wassergekühltes 7,92-mm-Browning wz.30-MG getauscht. Eine weitere Verstärkung der Bewaffnung nahm man ebenfalls 1933 vor. Bei sechs Mark E-Panzern wurde zeitweise das MG im rechten Turm durch eine 37-mm-Kanone Typ SA-18 Puteaux L/21 ersetzt. Da sowohl die 37-mm-Kanone, als auch das 13,2-mm-MG für die Bekämpfung von Panzern ballistisch nicht ausreichend waren, wurde letztlich entschieden, 22 Vickers Mk. E in die eintürmige Variante B umzubauen. Dafür wurden in Großbritannien entsprechende Türme mit einer 47-mm-QF-Kanone von Vickers erworben. Zwischen 1934 und 1935 erfolgte der Umbau der Panzer, wobei als koaxiales MG das wassergekühlte Browning wz.30 zum Einbau kam. Die verbleibenden 16 zweitürmigen Vickers 6-ton erhielten je Turm ebenfalls ein Browning-MG. Ein 1937 geplanter Umbau der zweitürmigen Vickers-Panzer auf die 37-mm-Bofors-Kanone unterblieb, wiederum aufgrund der Kosten.
Die erste Einheit, die 1934 mit den Vickers 6-ton ausgerüstet wurde, war das neuaufgestellte 3. Panzerbataillon in Warschau.
Als zweite Einheit erhielt das 11. Panzerbataillon an der Panzertruppenschule in Modlin den Vickers Mark E. Dort wurden die Fahrzeuge intensiv zur Ausbildung von Panzerbesatzungen benutzt. Dadurch waren die Fahrzeuge bei Beginn des Krieges mit dem Deutschen Reich verbraucht und im Kampf kaum noch nutzbar.

Das 3. Panzerbataillon gab seine Vickers 6-ton in den späten 1930er-Jahren an das 2. Panzerbataillon in Zurawica bei Przemyśl ab.

Zwischen dem 4. und dem 20. September 1938 wurden 20 Vickers 6-ton bei Manövern in Wolhynien eingesetzt, wobei die Panzer zu einer Kompanie im Rahmen der 10. motorisierten Kavalleriebrigade zusammengefasst wurden. Die Manöver dienten zur Vorbereitung der Rückeroberung des Olsagebiets, das 1918 an die Tschechoslowakei gefallen war. Nach Abschluss des Münchner Abkommens stellte die polnische Regierung am 1. Oktober 1938 ein Ultimatum an die Tschechoslowakei mit der Forderung der Rückgabe des Olsagebiets. Die tschechische Regierung gab daraufhin nach und die 10. Kavalleriebrigade besetzte am 2. Oktober kampflos das Olsagebiet. Für zwei Monate blieb die Brigade mit der Vickers-Panzerkompanie dort stationiert.
Bei der Mobilmachung Ende August 1939 wurden die Vickers 6-ton auf zwei leichte Panzerkompanien aufgeteilt, die den beiden polnischen motorisierten Brigaden zugeteilt wurden. Die erste war die 121. Kompanie der 10. motorisierten Kavalleriebrigade. Die zweite Kompanie war die, für die Warschauer Panzerbrigade aufgestellte, 12. leichte Panzerkompanie. Beide Kompanien hatten je 16 Vickers Mark E in beiden Ausführungen im Bestand.
Die 121. leichte Panzerkompanie wurde als Reserve der Armee „Kraków“ bereitgestellt. Vom 1. September 1939 an diente die Kompanie, neben anderen gepanzerten Einheiten, als „Feuerwehr“ für bedrohte Frontabschnitte der 10. motorisierten Kavalleriebrigade. Im Verlaufe der ersten Tage gelang es den Vickers-Panzern die Angriffe der deutschen 2. Panzer-Division, der 4. leichten Division sowie der 3. Gebirgs-Division abzuwehren. Dabei verloren die Deutschen am 3. September drei Panzer und zwei gepanzerte Fahrzeuge, während auf polnischer Seite zwei Vickers Mark E zerstört wurden. Ein weiterer Mk. E musste am 6. September als Gefechtsverlust abgeschrieben werden. Am 8. September wurden die verbleibenden Panzer durch Treibstoffmangel aufgehalten. In einem Dorf nahe der Stadt Mielec konnte für drei Vickers 6-ton genügend Benzin organisiert werden, sodass diese befehlsgemäß bis Nisko weiterfahren konnten. Dort wurden sie dem Kommando der 6. Infanteriedivision unterstellt, um die Moral der Truppe zu stärken. Ab 13. September unterstanden die drei Panzer dann der 21. Gebirgsdivision, mit der sie im Gefecht bei Oleszyce gegen die deutsche 45. Infanterie-Division kämpften. Doch bereits am 16. September wurde die 21. Gebirgsdivision eingekesselt und musste sich ergeben. Bei den letzten Kampfhandlungen wurde einer der Vickers 6-ton durch Artillerievolltreffer zerstört, während die anderen beiden durch die deutschen Truppen erbeutet wurden.

Den restlichen Vickers-Panzern der 121. leichten Panzerkompanie, die bei Mielec zurückgeblieben waren, gelang es, am 9. September bis nach Kolbuszowa zu kommen. Sie wurden zur Verteidigung der Stadt gegen die vordringende 2. Panzer-Division eingesetzt. Bei den schweren Gefechten kam es auf beiden Seiten zu Verlusten. Bei der Unterstützung des Rückzugs polnischer Truppen über den Łęg gingen drei Vickers 6-ton verloren. Die verbleibenden Mark E wurden im Verbund mit der 6. Infanteriedivision eingesetzt. Dabei wurden bis zum Ende der Kämpfe alle Vickers 6-ton zerstört oder fielen in die Hände der deutschen Truppen.
Die 12. leichte Panzerkompanie kam erst zwei Wochen nach Kriegsbeginn zum Einsatz, da man Zeit brauchte, um die Einheit erst auszubilden. Den ersten Einsatz fuhren die Vickers 6-ton der Einheit am 13. September. Wegen der Unerfahrenheit wurde der Angriff auf den deutschen Weichsel-Brückenkopf bei Annopol aber ein Fehlschlag. Da die Panzer ohne Infanterieunterstützung angriffen, konzentrierte sich die deutsche Abwehr voll auf die Vickers-Panzer. Dadurch gingen zwei Mark E verloren.

In den nächsten Tagen zog sich die Panzerkompanie immer weiter zurück. Dabei traten durch technische Defekte erhebliche Ausfälle ein, sodass sechs Vickers 6-ton stehen gelassen werden mussten. Auch die Versorgung mit Treibstoff war mangelhaft. Am 17. September gelang der Einheit ein kleiner Sieg, als zwei Vickers Mark E mit Unterstützung eines Kradschützenzuges zwei deutsche gepanzerte Fahrzeuge vernichteten.
Einen Tag später kam es zur letzten Panzerschlacht, die gleichzeitig auch die zweitgrößte des Feldzuges war. Bei Tomaszów Lubelski versuchte die Warschauer Panzerbrigade zusammen mit anderen polnischen Einheiten in Richtung Lemberg, die deutsche Front zu durchbrechen. Dabei kamen die letzten acht Vickers 6-ton der 12. leichten Panzerkompanie sowie einige 7TP-Panzer und Tanketten zum Einsatz. Trotz erbitterter Gefechte gelang es den polnischen Truppen nicht, die deutsche Front zu durchbrechen. Vier Vickers Mark E gingen während der Kämpfe verloren. Nach Einbruch der Nacht unternahmen die Polen einen erneuten Angriff, bei dem nach verbissenen Angriffen minimale Erfolge erzielt werden konnten. Dabei gingen aber drei weitere Vickers-Panzer verloren. Am Morgen des nächsten Tages wurde ein neuer Versuch gestartet, die deutschen Linien zu durchbrechen. Hierbei kamen der letzte Vickers 6-ton und die verbliebenen 7TP-Panzer zum Einsatz. Ein Erfolg konnte auch bei dieser Attacke nicht erzielt werden. Vielmehr gingen auch der übriggebliebene Vickers Mk. E und alle 7TP, bis auf einen, verloren.
Die restlichen drei bis vier Vickers 6-ton Ausführung A, die nicht in den beiden leichten Panzerkompanien verwendet wurden, fasste man in einer Reserveeinheit in Zurawica zusammen. Die Panzereinheit wurde am 18. September 1939 auf dem Marsch zur ungarischen Grenze nördlich von Monastyryska von sowjetischen Panzern angegriffen. Zwei Vickers Mark E und drei Tanketten wurden dabei vernichtet. Die anderen Vickers-Panzer waren schon auf dem Marsch, wahrscheinlich durch technische Defekte, ausgefallen.
Sämtliche Vickers 6-ton, egal ob zerstört, beschädigt oder verlassen wurden von den deutschen und sowjetischen Truppen erbeutet. Sie kamen dort aber nicht mehr zum Einsatz, sondern wurden verschrottet. Dadurch ist kein polnischer Vickers 6-ton erhalten geblieben.

### Portugal
Portugal erwarb zwei Vickers 6-ton zu Testzwecken. Es handelte sich dabei um einen Panzer in der Ausführung mit zwei Türmen und einen in Ein-Turm-Ausführung. Der zweitürmige Panzer der Ausführung A erhielt den Namen Portugal, während der andere Kampfwagen als Republica bezeichnet wurde. Über das weitere Schicksal der beiden Panzer ist bisher nichts bekannt.

### Sowjetunion
Die Sowjetunion war das erste Land, das den Vickers 6-ton kaufte. Im Mai 1930 wurden 15 Vickers Mark E in der Ausführung A mit MG-Doppelturm bestellt. Des Weiteren erwarb man eine Lizenz zum Nachbau des Panzers. Die Mk. E Typ A wurden zwischen 1930 und 1932 gebaut und in die Sowjetunion geliefert, ausgestattet mit den originalen 7,7-mm-Vickers-MG. Die Sowjets bezeichneten die Panzer als V-26 (V = Vickers). Ab 1931 wurden zahlreiche Tests mit den Fahrzeugen durchgeführt. Trotz einiger Fehler wurde der Vickers 6-ton als der beste, zum damaligen Zeitpunkt bekannte, ausländische Panzer angesehen.
Um einer Vormachtstellung der Polen (diese hatten den Vickers 6-ton ebenfalls erworben) zuvorzukommen, entschieden die Sowjets, den Panzer in großer Stückzahl unter der neuen Bezeichnung T-26 in Lizenz zu bauen (siehe T-26).
Was mit den in Großbritannien gebauten Vickers 6-ton geschah, ist nicht genau bekannt. Die ersten Exemplare wurden als Vorlagen in den Fabriken, welche den Panzer nachbauen sollten, verwendet. Später wurden sie wahrscheinlich für Trainingszwecke benutzt und noch vor dem Zweiten Weltkrieg ausgemustert.

### Spanien
Der einzige Vickers 6-Ton der nach Spanien gelangte, war ein erbeutetes bolivianisches Fahrzeug Typ B, das von Paraguay über einen Schweizer Zwischenhändler an die Spanische Republik verkauft wurde. Inwieweit der Vickers Mk. E eingesetzt wurde, ist unbekannt. Des Weiteren kamen im Spanischen Bürgerkrieg circa 600 T-26-Panzer aus sowjetischen Waffenlieferungen zum Einsatz.

### Thailand
Im November 1932 kaufte Siam, das spätere Thailand, zehn Vickers 6-ton in der B-Ausführung. Diese wurden 1933 von Vickers-Armstrongs Ltd. geliefert. 1938 wurden noch einmal zwölf Mark E mit Einzelturm bestellt, von denen aber nur acht Stück noch vor Beginn des Zweiten Weltkriegs geliefert werden konnten. Die restlichen vier beschlagnahmte die britische Regierung. Die acht Fahrzeuge der zweiten Lieferung hatten die längere Mark-F-Panzerwanne, aber den Turm auf der linken Seite.
Die Thailänder setzten ihre Vickers 6-ton im Krieg gegen Französisch-Indochina (Dezember 1940 bis Januar 1941) ein. Bei heftigen Kämpfen in der Nähe der Stadt Yang Dang Khum wurden drei der eingesetzten Vickers-Panzer zerstört. Dennoch endete die Schlacht mit dem Rückzug der Franzosen.
Thailand fiel im Dezember 1941 unter japanische Kontrolle. Seit diesem Zeitpunkt ist unbekannt, was mit den restlichen Vickers Mark E geschehen ist.

## Verweise